# Antoine Caron

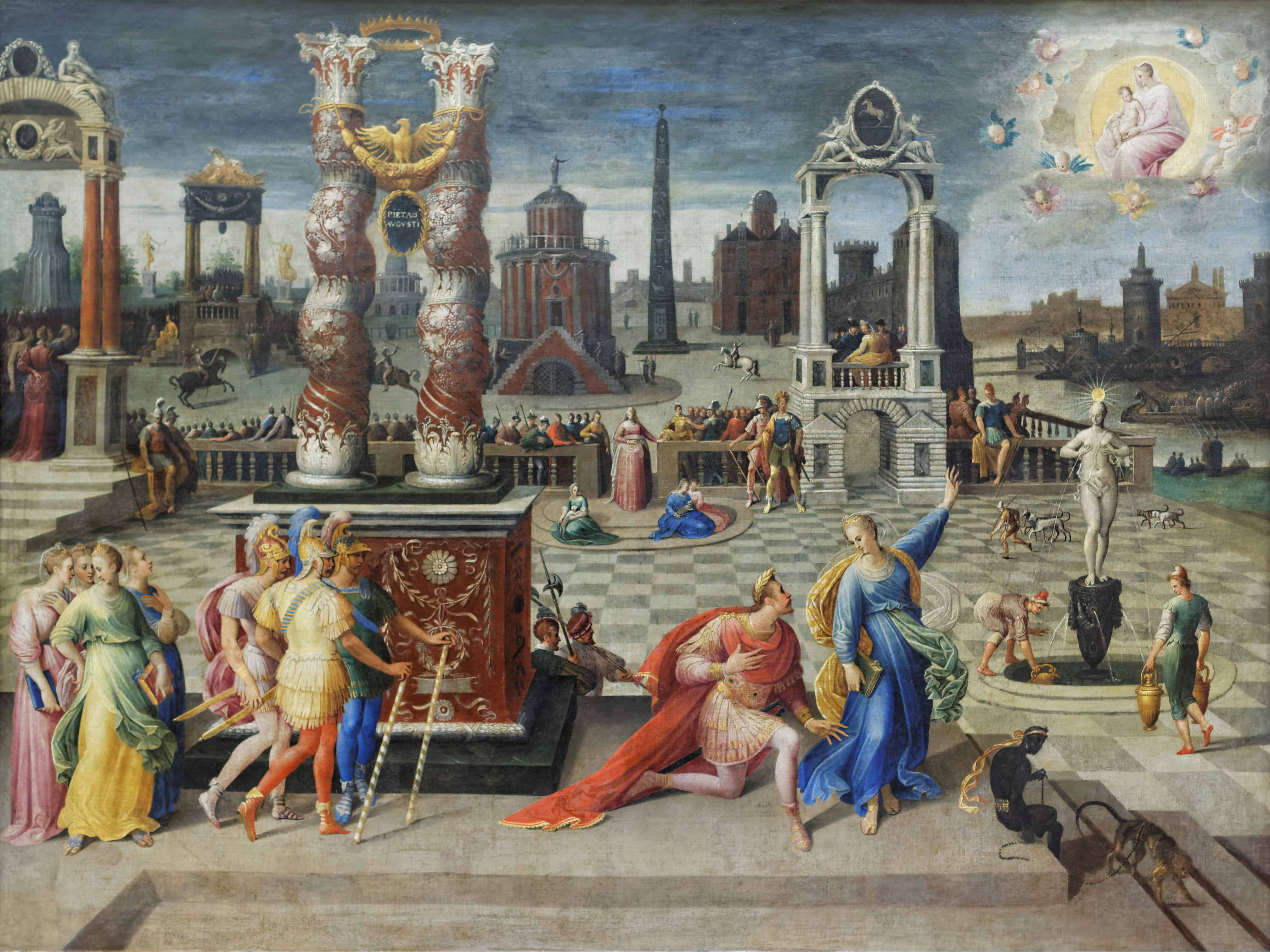
Augustus und die Sibylle von Tibur

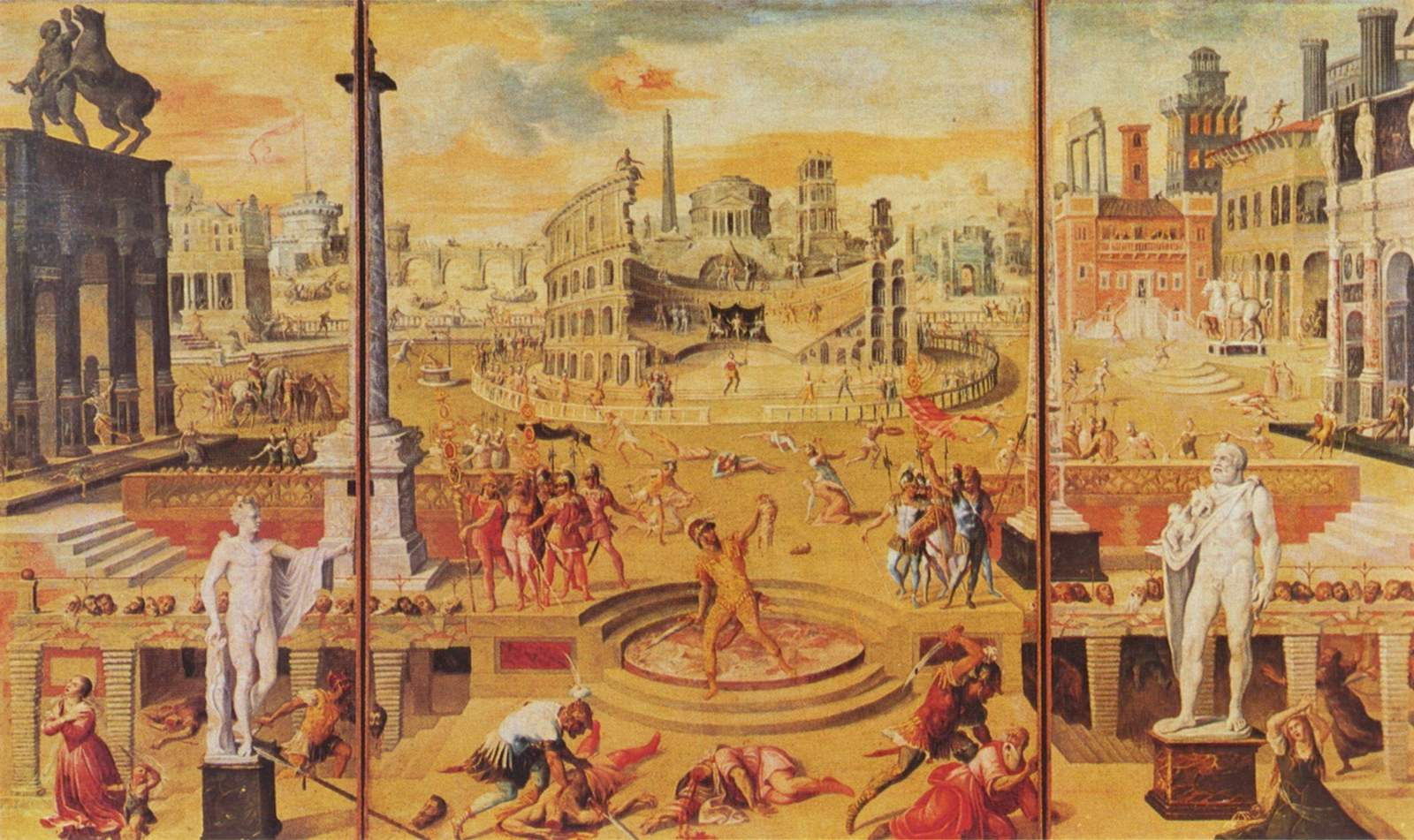
Blutbad der Triumvirn

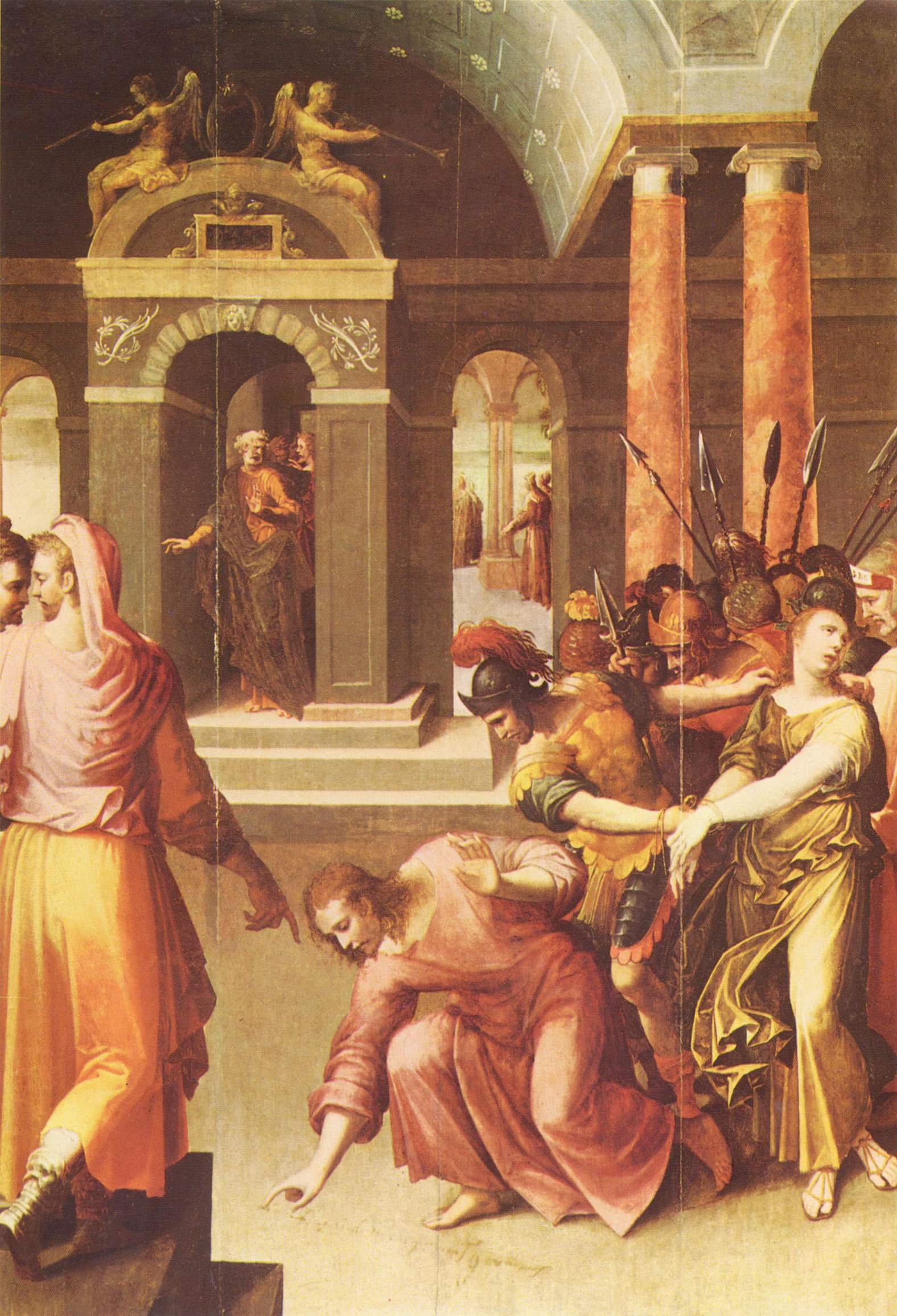
Henri Lerambert, Christus und die Ehebrecherin

Antoine Caron (* um 1521 in Beauvais; † 1599 in Paris) war ein französischer Maler des Manierismus und ein Meister der Schule von Fontainebleau.

## Leben
Er ist einer von den wenigen französischen Malern seiner Zeit mit einer ausgeprägten künstlerischen Persönlichkeit. Seine Arbeit spiegelt die raffinierte aber wenig stabile Atmosphäre am Hof der Valois während der Religionskriege (1560–98) wider. Er arbeitete unter Primaticcio und Nicolò dell’Abbate zwischen 1540 und 1550 am Schloss Fontainebleau. 1561 wurde er zum Hofmaler von Katharina von Medici und von Heinrich II. von Frankreich ernannt. Als Hofmaler hatte er auch die Aufgabe, höfische Feste zu organisieren. So war er beteiligt an der Ausstattung der Feierlichkeiten für den Einzug Karl IX. in Paris und die Hochzeit Heinrich IV. mit Margarete von Valois.

## Stilmittel
Seine wenigen erhaltenen Arbeiten beinhalten historische und allegorische Themen, Themen aus dem Hofzeremoniell, Szenen aus Magie, Alchemie und Astrologie, sowie Schlachtengemälde. Beispielhaft ist hier sein Blutbad der Triumvirn von (1566), das im Louvre zu sehen ist, sein einziges signiertes Werk. Caron hatte eine Vorliebe für prächtige Farben und bizarre architektonische Formen. Seine Bilder sind wie Theaterszenen angelegt, in denen sich figurenreiche Gruppen in einer weitläufigen Szenerie bewegen. Auffallend ist die Überlängung der Figuren, die mit gezierten und kapriziösen Gesten agieren und sich häufig in einem zierlich und fragil ausbalancierten Schwebezustand befinden. Die Zuschreibung seiner Werke ist in der Wissenschaft oft umstritten. Diese Unsicherheit der Zuschreibung teilt er mit einer Reihe von französischen Malern der zweiten Schule von Fontainebleau, deren Meister oft nur mit Notnamen bezeichnet werden.

## Werkauswahl
- Abraham und Melchisedek, um 1590, Holz, 80 × 94 cm. Paris, Privat-Slg.
- Apotheose der Semele, um 1585, Holz, 65 × 76 cm. Paris, Privat-Slg.
- Astronomen beobachten eine Sonnenfinsternis, 93 × 73 cm. London, Slg. Anthony Blunt
- Augustus und die Sibylle von Tibur, um 1585, Paris, Musée du Louvre
- Portrait einer Lady, 1577, Tempera on panel, München, Pinakothek
- Das Blutbad der Triumvirn, 1566
- Der Trauerzug Amors, Paris, Musée du Louvre
- Bagathan und Tharès. Feder, laviert
- Reiterspiel mit Elefanten, Paris, Musée du Louvre
- Zeichnungen (Gobelin-Vorlagen) zu Nicolas Houels Histoire de la Reine Arthémise[2]